# شیخ‌حسینلو (خداآفرین)
۳۸°۵۶′۳۲″ شمالی ۴۶°۴۴′۳۴″ شرقی / ۳۸٫۹۴۲۲۲°شمالی ۴۶٫۷۴۲۷۸°شرقی
شیخ‌حسینلو یکی از روستاهای استان آذربایجان شرقی است که در دهستان منجوان غربی بخش منجوان شهرستان خداآفرین  واقع شده‌است.
جمعیت روستا در سالهای پیش از انقلاب اسلامی ۳۶۰ نفر بود و در سال ۱۳۸۵ به ۱۳۱ نفر کاهش یافت.